# Srí Lanka na Letních olympijských hrách 1948
Srí Lanka se účastnilo Letní olympiády 1948 v Londýně. Zastupovalo ho 7 mužů v 2 sportech.

## Medailisté
| Medaile | Jméno        | Sport    | Soutěž                  |
| ------- | ------------ | -------- | ----------------------- |
| Stříbro | Duncan White | Atletika | muži 400 metrů překážek |